# Mnesicles saobensis
Mnesicles saobensis är en insektsart som beskrevs av Marius Descamps 1974. Mnesicles saobensis ingår i släktet Mnesicles och familjen Chorotypidae. Inga underarter finns listade i Catalogue of Life.